# Green computing
Green Computing también conocido como Green IT o traducido al español como Tecnologías Verdes se refiere al uso eficiente de los recursos computacionales minimizando el impacto ambiental, maximizando su viabilidad económica y asegurando deberes sociales. No sólo identifica a las principales tecnologías consumidoras de energía y productores de desperdicios ambientales sino que ofrece el desarrollo de productos informáticos ecológicos y promueve el reciclaje computacional. Algunas de las tecnologías clasificadas como verdes debido a que contribuyen a la reducción en el consumo de energía o emisión de dióxido de carbono son computación en nube, computación grid, virtualización en centros de datos y teletrabajo.

## Orígenes
El término de green computing comenzó a utilizarse después de que la Agencia de Protección Ambiental (EPA, por sus siglas en inglés) de los Estados Unidos desarrollara el programa de Estrella de Energía en el año de 1992, diseñado para promover y reconocer la eficiencia energética de diversas tecnologías como computadoras, monitores y aires acondicionados. La EPA cuenta con una herramienta que funciona en internet con la que se puede realizar una Evaluación Ambiental de Productos Electrónicos (EPEAT) y que sirve para seleccionar y evaluar computadoras de escritorio, laptops y monitores sobre la base de sus características ambientales. Los productos EPEAT están diseñados para reducir el consumo de energía, disminuir las actividades de mantenimiento y permitir el reciclaje de materiales incrementando su eficiencia y tiempo de vida de los productos computacionales.
El término en Latinoamérica está comenzando a tomar fuerza por ejemplo las dependencias ambientales mexicanas como la Secretaría del Medio Ambiente y Recursos Naturales (SEMARNAT), la Procuraduría Federal de Protección al Ambiente (PROFEPA), el Instituto Nacional de Ecología (INE) y la Comisión Nacional para el Ahorro de Energía (CONAE) son los encargados de promover la reducción de problemas ambientales en México y son los propulsores de adoptar tecnologías verdes en las dependencias gubernamentales y privadas.

## Administración de la energía
La Gran cantidad de energía eléctrica es necesaria para que puedan operar los diferentes equipos de cómputo, desde estaciones de trabajo hasta grandes servidores y los diferentes suministros necesarios como los datacenters que los alojan, el aire acondicionado, la iluminación, UPS, racks, entre otros, esto con el fin de satisfacer las demandas de información de los usuarios. Hoy día las empresas consumidoras y productoras de equipos de cómputo, preocupadas por mejorar este aspecto, están tomando acciones para la reducción del consumo de energía, esta es una de las principales metas del green computing.
Es evidente la importancia de la implementación de medidas para el ahorro de energía. Esto puede empezar desde la simple acción de apagar un equipo que no se está utilizando, según Johna Till Johnson, presidente de Nemertes Research la simple acción del apagado puede resultar en un decremento en cerca del 50% del consumo energético por cada 100 servidores.[cita requerida] Steven Brasen analista de Enterprise Management Associates tiene una opinión similar, él dice que en promedio, los negocios que introducen administración automatizada de energía reducen en 20% el consumo energético, en este caso significa alrededor de $1 millón ahorrado por la compañía que tiene alrededor de 10,000 computadoras de escritorio. Grandes compañías como BMC, CA, Hewlett-Packard e IBM han agregado aplicaciones que administran la energía a sus centros de datos.
Otro aspecto a considerar para la reducción de la energía en los equipos de cómputo es la implementación de procesadores ahorradores de energía que utilizan el algoritmo DVFS (Dynamic Voltage and Frequency Scaling) el cual reduce el consumo de energía, cambiando el voltaje y la frecuencia del procesador en forma dinámica, este algoritmo ha dado lugar a otros algoritmos inteligentes como el EnergyFit el cual procesa los requerimientos y modifica el voltaje del CPU en tiempo real para minimizar el gasto de energía, así también el CPU Miser que administra el CPU para reducir la energía utilizada.
Algunas de las empresas que están realizando un mejor uso de la energía eléctrica, utilizando fuentes de energía alternativa o minimizando el uso de energía eléctrica son: Google con la utilización de servidores eficientes, servidores que minimizan el consumo eléctrico, estrategia de reducción de energía en los centros de datos, y otros.
Aunque en México aún no es muy claro el consumo energético específicamente en equipos de cómputo y su impacto económico y ambiental, existen varios organismos gubernamentales cuya misión es el cuidado de los recursos naturales, la ecología y el medio ambiente. Por ejemplo, la CONAE (Comisión Nacional de Ahorro de Energía) es el organismo que se encarga del estudio en el ahorro de energía, ya que sólo en México poco más del 85% de los energéticos provienen de recursos no renovables como el carbón y los hidrocarburos, de este modo, la CONAE emite una serie de Normas Oficiales de Eficiencia Energética de carácter obligatorio y que tienen como objetivo la preservación de los recursos naturales, éstas normas deben aplicarse en todos los productos e instalaciones de la República Mexicana. Hay varios tipos de normas que, según estudios de la CONAE ofrecen un potencial ahorro económico, existen NOM (Normas Oficiales Mexicanas) por ejemplo, para sistemas de alumbrado, refrigeradores y calentadores domésticos, entre otros, sin embargo no hay aún una norma específica para el ahorro de energía en el rubro de los equipos de cómputo. 
Es la iniciativa de la empresa la razón por la que se llevan a cabo ciertas estrategias de uso eficiente de energía eléctrica, sabiendo que con ello se obtiene una reducción de costos, y un cuidado de los recursos naturales, por ejemplo la Compañía Mexicana de Aviación que, con apoyo de la CONAE ha hecho revisiones de sus instalaciones y han implementado políticas y mejoras en el uso de la energía eléctrica, en este caso incluye el uso de equipo de cómputo en modo de ahorro de energía y, junto con otras medidas como la adecuación de los niveles de iluminación y reducción de lámparas instaladas, -entre otros-, ha logrado los siguientes ahorros: en energía eléctrica 242,000 kW-h, en ahorro económico 964 600 $/mes y en reducción en emisiones contaminantes 100 ton CO2/mes.

## Huella de carbono
El término huella de carbono es ampliamente utilizado como amenaza al cambio climático global. De acuerdo con Wiedmann & Minx, la creencia común es que la huella de carbono son ciertas cantidades de gases asociados con la producción y actividades, propias de los humanos, que son responsables por cambios en el clima. En la mayoría de los casos, la huella de carbono es un sinónimo de emisión de dióxido de carbono u otros gases de efecto invernadero expresados en CO2. De acuerdo a ETAP (2007), la huella de carbono, es la medida del impacto que las actividades humanas tienen sobre el medio ambiente en términos de la cantidad de gases producidos. Medidas en toneladas de dióxido de carbono.
Algunas de las consecuencias del cambio climático global son: extremos en temperaturas y precipitaciones que resultan en inundaciones en algunas áreas y sequías en otras, inicio de más frecuentes y más poderosos huracanes, crecimiento en el nivel del mar debido al derretimiento de la capa de hielo.

### Materiales reciclables
Actualmente, con los cambios tan rápidos y el abaratamiento de la tecnología, hay cada vez mayor tendencia a cambiar rápidamente los productos electrónicos, como las computadoras, los celulares, los reproductores de música, entre otros. De modo que el desecho de estos artefactos por volverse "obsoletos" genera una gran cantidad de basura electrónica. Cada año en México se desechan entre 150,000 y 180,000 toneladas de basura electrónica, que incluye televisores, computadoras, teléfonos fijos y celulares, grabadoras y aparatos de sonido, reveló el Diagnóstico sobre la generación de basura electrónica en México. Según este estudio, elaborado por el Instituto Nacional de Ecología, en América Latina entre 57 y 80% de estos productos termina en basureros o se acumula en hogares y empresas. Entre 5 y 15% se canaliza a un programa de recuperación y reutilización de partes, mientras que entre 10 y 20% se somete a reciclado primario (plásticos y metales ferrosos), y tan sólo 0.1% recibe tratamiento certificado de contaminantes.
Pronósticos de la Asociación Internacional de Reciclaje Electrónico indican que para el 2010 en México se descartarán 400 millones de aparatos electrónicos. Lamentablemente en México, el tema del reciclaje electrónico no existe en la cultura o leyes de modo que obliguen al ciudadano a llevar cualquier tipo de basura electrónica a un centro de reciclaje. De este modo, la basura electrónica se acumula contaminando la tierra, el aire y el agua.
Así, surgen algunas iniciativas por contrarrestar este problema, por ejemplo, la compañía Dell, que en México recicla gratuitamente todos los productos de su marca, solo cobra en caso de cancelar la fecha programada para recoger el acopio, en esta página se puede obtener mayor información (). La empresa Apple ha lanzado una convocatoria para que todos los usuarios lleven sus computadoras viejas, teléfonos celulares y reproductores MP3 de cualquier marca a las Apple Premium Resellers para que sean reciclados. En el caso de celulares, Motorola tiene acopio y disposición final de cualquier marca de celulares y baterías. Motorola en México ha señalado que buscará pasar del desecho final al reciclaje. Movistar no cuenta con programas de acopio y reciclaje permanente en México, sólo desarrolla esporádicamente campañas de acopio. Nokia y otras empresas han formado parte de esta iniciativa, así como la Procuraduría Federal de Protección al Ambiente (Profepa) instalando contenedores en sus oficinas para este fin.
La fase completa del ciclo de vida de una computadora en que se deben tener consideraciones de protección ambiental abarca el desarrollo, diseño, manufactura, operaciones, uso del cliente y la disposición del equipo hacia el fin de su vida útil. En este aspecto, por ejemplo se puede observar el caso de las empresas Sony de México, que ha implementado una serie de medidas en protección al medio ambiente, como el desarrollo de tecnología limpia, es decir, productos libres de sustancias peligrosas y 100% reciclables, la certificación del Fideicomiso para el Ahorro de Energía Eléctrica (FIDE), la colaboración con World Wildlife Fund (WWF) (organización mundial de conservación ecológica), ser miembro principal de Eco-Patent Commons (organización dedicada a promover patentes tecnológicas que beneficien al medio ambiente) y el manejo de un plan Green Management 2010 (Gerencia verde) con el objeto de proteger al ambiente en el ciclo total de negocio.

## Tecnologías verdes
A continuación se explican algunas de las tecnologías verdes que más se utilizan:

### Centro de datos
Es muy importante un adecuado diseño del centro de datos, ya que es en este donde se aloja todo la infraestructura de soporte a los diversos servicios computacionales, y una estructura adecuada permitirá buenos ahorros de energía, de espacio y de costos a mediano y/o largo plazo; cada compañía debe elegir el diseño que sea adecuado a su propia empresa, no se trata de un procedimiento estricto, sino de buenas prácticas en el diseño de los centros de datos.
Buscando la reducción de energía se puede empezar por la acción más simple que es apagar el equipo que no se esté utilizando. Actualmente algunos sistemas de gestión de clusters de computadores, como Moab Archivado el 16 de marzo de 2012 en Wayback Machine. o SLURM, están incorporando mecanismos para el ahorro de energía para permitir apagar los nodos ociosos y encenderlos de nuevo cuando la carga del sistema lo requiera. Además hay otro tipo de sistemas, como CLUES, que permiten incorporar políticas de ahorro de energía independientemente del sistema de gestión del cluster.
Otra cuestión a considerar es la reducción del hardware, esto consiste en realizar un estudio del porcentaje que realmente se usa de cada equipo de cómputo, en donde, según IDC, sólo se ocupa aproximadamente el 15%, así, una vez obtenido el resultado del estudio en cada equipo de la empresa, pueden agruparse aquellos que tengan poco uso en un solo equipo –a menos que las particularidades de cada servicio no lo permitan.
Otro aspecto importante es considerar la posibilidad de reubicar el data center en algún lugar que ofrezca reducción de energía o mejor aprovechamiento de la energía renovable, como lo ha hecho Google, que ha reubicado sus centros de datos cerca de las centrales hidráulicas para aprovechar al máximo esta fuente de energía y reducir sus costos. En el centro de datos de Microsoft en San Antonio hay sensores que miden todo el consumo de energía, utilizan un software de administración de energía desarrollado internamente llamado Scry, cuentan con virtualización en gran escala y reciclan el agua usada para el enfriamiento del centro de datos.
Asimismo, la implementación de software orientado a arquitecturas puede ayudar a mejorar el desempeño de la aplicación alojada en el centro de datos. De acuerdo con IBM, cada watt de energía en una aplicación que está en un servidor está soportada por 27 watts de energía asociados con el soporte aproximado en el centro de datos, en cuanto al respaldo de la información, almacenamiento y otros. En tanto más eficiente sea la aplicación, su impacto en el hardware será menor, aún sin el uso de virtualización.
Otra consideración importante es la tecnología para el ahorro de espacio y energía en el almacenamiento. En un estudio llevado a cabo por NetApp (vendedores de tecnologías de almacenamiento) con investigadores de la Universidad de California en Santa Cruz, se encontró que 95% de los archivos almacenados en dos grandes empresas fueron abiertos una sola vez en cuatro meses. Con este estudio se confirma que una gran proporción de archivos almacenados es usado rara vez, y junto con la idea de que el almacenamiento pueda quedar offline, son ideas para fabricar técnicas que permiten utilizar menos energía. En este aspecto se encuentra la tecnología MAID (Massive Array of Idle Disk) cuyos discos se apagan cuando no están activos.
De acuerdo con un estudio de Sun Microsystems, las tendencias de los centros de datos son:

1) La consolidación del centro de datos hará descender los costos operacionales.
2) El costo de la energía operacional de los servidores sobrepasará su propio costo en los próximos 5 años.
3) Más consumidores adoptarán el uso de clientes livianos.
4) Más aplicaciones se ejecutarán fuera del centro de datos como Software as a Service y Social Networking.
5) La automatización de los centros de cómputo avanza.
6) Los cuellos de botella de memoria y E/S serán el próximo problema de capacidad que habrá que resolver y
7) Diseño de centros de datos modulares.

### Virtualización
La virtualización es una tecnología que comparte los recursos de cómputo en distintos ambientes permitiendo que corran diferentes sistemas en la misma máquina física. Crea un recurso físico único para los servidores, el almacenamiento y las aplicaciones. La virtualización de servidores permite el funcionamiento de múltiples servidores en un único servidor físico. Si un servidor se utiliza a un porcentaje de su capacidad, el hardware extra puede ser distribuido para la construcción de varios servidores y máquinas virtuales. La virtualización ayuda a reducir la huella de carbono del centro de datos al disminuir el número de servidores físicos y consolidar múltiples aplicaciones en un único servidor con lo cual se consume menos energía y se requiere menos enfriamiento. Además se logra un mayor índice de utilización de recursos y ahorro de espacio.
La tendencia hacia la virtualización en los Estados Unidos comenzó con la crisis de generación de energía del 2006. Las investigaciones mostraban que el consumo de energía aumentaría de 15% a 18% cada año, mientras que la oferta en un 6% a 9% anual. Con la virtualización las empresas lograron reducir su consumo de energía disminuyendo costos y al mismo tiempo su daño al ambiente.
Gartner estima que los ingresos mundiales por la virtualización aumentarán en un 43% de $1.9 billones de dólares en 2008 a $2.7 billones de dólares en 2009. La penetración global de la virtualización alcanzará el 20% en el 2009, del 12% en el 2008. En Latinoamérica se estima que la implementación de la virtualización aumenté en un 30% durante el 2009.
La adopción de la virtualización está impulsada por la necesidad de reducir costos, aumentar la velocidad de despliegue de las aplicaciones y reducir el impacto al medio ambiente disminuyendo la huella de carbono de las organizaciones.

### Cliente / Servidor
El ambiente cliente/servidor algunas veces referido como cliente liviano mantiene el software, las aplicaciones y los datos en el servidor. Se puede tener acceso a la información desde cualquier ubicación y el cliente no requiere mucha memoria o almacenamiento. Este ambiente consume menos energía y enfriamiento.
Para obtener la certificación Estrella de Energía de la EPA, las computadoras en modo de inactividad o suspensión no deben consumir más de 50 watts. Hoy en día se necesitan equipos que consuman menos energía y ya se han desarrollado computadoras de alto rendimiento energético como Fit PC y Zonbu PC, con capacidad suficiente para ejecutar un sistema operativo, pero tan compactas que sólo consumen 5 watts. Empresas como Sun Microsystems también han desarrollado clientes livianos, Sunray que utiliza de 4 a 8 watts debido a que las actividades de procesamiento se realizan en el servidor. 
Un dato interesante es que en un día, estos equipos consumen menos energía de lo que una computadora tradicional consume en una hora.
Los clientes livianos junto con la virtualización reducirán considerablemente el consumo de energía. De acuerdo con Gartner, si las interfaces de usuario de todas las aplicaciones de las computadoras personales fueran virtualizadas a un modelo cliente liviano / servidor, los costos indirectos de TI se reducirían en un 50%. Asimismo según el Dr. Hartmut Pflaum, un investigador de Fraunhofer, mientras que las computadoras de escritorio consumen alrededor de 85 watts en promedio, los clientes livianos incluyendo sus servidores utilizan de 40 a 50 watts. Si se redujera la cantidad de energía utilizada por diez millones de computadoras personales en las empresas se podrían disminuir 485,000 toneladas de emisiones de carbono al año, así como el ahorro de 78 millones en los costos de la electricidad.

### Redes informáticas
Red informática es la aplicación de un conjunto de computadoras a un problema en común al mismo tiempo, usualmente para un problema técnico o científico que requiere un gran número de ciclos de procesamiento o el acceso a grandes cantidades de datos. Es una forma distribuida de nodos que está compuesta de un clúster de computadoras acopladas y conectadas actuando en conjunto para resolver tareas muy largas, usualmente utilizada para problemas computacionalmente intensivos, normalmente científicos, matemáticos o escolares.
Las redes informáticas hacen posible que múltiples instituciones combinen de forma colaborativa sus recursos para resolver problemas que son de cómputo intensivo, en años recientes las redes informáticas se han mudado a la adopción de la Arquitectura Orientada a Servicios(SOA por sus siglas en inglés, Service-Oriented Architecture). Esto es confirmado por Goble y De Roure (2007) quienes dicen que la obicuidad de las SOA es un conductor en la investigación de soluciones más ágiles en el campo científico e industria.
Las redes informáticas están cambiando su postura de una simple súper máquina que reside dentro del centro de datos en una institución en específico y moviéndose a una colección de computadoras separadas geográficamente.

### Computación en nube
Computación en nube es una forma de computación distribuida que proporciona a sus usuarios la posibilidad de utilizar una amplia gama de recursos en redes de computadoras para completar su trabajo. Los recursos se escalan de forma dinámica y se proporcionan como un servicio a través de Internet. Los usuarios no necesitan conocimientos, experiencia ni control de la infraestructura tecnológica.
Al utilizar computación en nube las empresas se vuelven más ecológicas porque disminuyen su consumo de energía al incrementar su capacidad sin necesidad de invertir en más infraestructura. Además se aumenta la tasa de utilización del hardware ya que se comparten los recursos.

### Teletrabajo
Definido por Merrian-Webster como el trabajo en casa con el uso de un enlace electrónico con la oficina central, el teletrabajo hace posible para los empleados de una organización permanecer en casa y hacer su trabajo sin tener presencia en la oficina, al no ir a la oficina principal, hay una reducción en la cantidad de gas utilizado por el empleado, lo cual resulta en menos contaminación debido a quitar al menos un coche del camino por día.
Las compañías pueden lograr una reducción en su huella de carbono de distintas maneras. Siendo la primera de ellas que la empresa busque implementar una iniciativa ecológica dentro de sus centros de datos o dentro de su consumo de energía. Otras formas de contribuir con la disminución de la huella de carbono son el aprovechamiento de las tecnologías. Un ejemplo podría ser el teletrabajo (telecommuting) ya que reduce el consumo de gas utilizado por el empleado lo cual resulta en menos contaminación. Un reporte emitido por la asociación americana de electrónicos (AES por sus siglas en inglés) encontró que 1.35 billones de galones de gasolina podrían ser ahorrados si cada trabajador de Estados Unidos, con habilidades para hacer teletrabajo, no se trasladará a las oficinas remotas 1.6 días por semana. Además de la ayuda a las empresas en la reducción de la huella de carbono, el teletrabajo puede ser, además, utilizado como herramienta de reclusión y retención. Un estudio reciente a más de 1400 directivos arrojo que 1/3 encuentra el teletrabajo como el principal incentivo para atraer a los mejores empleados y cerca de la mitad del resto piensa que es su segundo mejor incentivo después de lo económico.

## Compañías
Las compañías están utilizando diferentes métodos para reducir la huella de carbono, por ejemplo en el laboratorio nacional Argonne del departamento de energía de los Estados Unidos (DOE) hasta las súper computadoras como IBM Blue Gene/p (también conocida como “Intrepid”) utiliza menos energía para funcionar que la energía que utiliza para enfriarse. Este instituto de investigación está en constante búsqueda de formas de ahorro de energía (Newswise, 2009a) junto con algunas otras innovadoras ideas, como en el caso de Chicago en donde utilizan el frío del invierno para enfriar las máquinas, utilizan diferentes niveles de temperatura de agua para cumplir la demanda. 
La compañía americana “Caterpillar” está fabricando motores de diésel de menor emisión incluso más eficientes y además están fabricando un sistema de filtrado que puede ser retroalimentado por sí mismo o por otros motores para reducir la emisión de CO2. En las ensambladoras, Honda y Toyota han tomado el liderazgo no solo en hacer carros más eficientes si no en reducir su huella de carbono.
Las compañías que más están trabajando en sentido del cómputo verde son:
- Fairphone[23]

## Impactos
Los riesgos empresariales asociados a la contaminación son globales, de largo plazo e irreversibles. El Protocolo de Kioto limita a la mayoría de las compañías en su emisión de gases de invernadero. Para mantenerse en el mercado, las empresas deberán innovar para reducir su huella de carbono y en un futuro además del precio y la calidad de sus productos la consciencia ambiental de la compañía se volverá un factor fundamental para el éxito de la empresa.
Será cuando las organizaciones empiecen a buscar maneras de incorporar green computing en su cultura organizacional que comenzarán a tomar en cuenta el ciclo de vida de las computadoras desde su manufactura, operación diaria y forma de desecho del equipo obsoleto. Algunos fabricantes de computadoras ya están tomando medidas ambientales reduciendo el uso de sustancias dañinas e incrementando su eficiencia energética, incluso están incorporando materiales reciclables para el empaque.

## Otros estudios
La tecnología de la información juega un papel cada vez más importante en la sociedad, por lo que es más importante minimizar el impacto medioambiental negativo de la producción y el uso del los equipos de TI. Al mismo tiempo, la TI tiene un gran potencial para reducir el impacto medioambiental negativo de otras actividades de la sociedad. Así pues, la TI es, por dos razones distintas, fundamental en los esfuerzos para contrarrestar el calentamiento global y otros problemas medioambientales.
Cifras de Statistics Denmark indican que los hogares daneses con ordenadores han pasado del 15% en 1990 al 83% en 2007. Asimismo, 94% de los hogares con ordenadores tenían acceso a Internet en 2007. Por otro lado, 98% de empresas danesas con más de diez empleados utilizan TI.] Estas cifras indican que Dinamarca ha adoptado la TI.
No obstante, la propagación creciente de la TI tiene consecuencias para el medio ambiente. Gartner Consulting, una de las principales empresas asesoras y de investigación de TI, ha calculado que las emisiones de CO2 de TI equivalen a nivel global al total producido por la industria aeronáutica, que se considera responsable del dos por ciento de las emisiones totales de CO2. En los años venideros, el impacto medioambiental de TI será cada más significativo en la agenda climática global. Por lo tanto, Dinamarca debe mejorar su capacidad de limitar los efectos dañinos de la TI en el medio ambiente a través de una utilización más ecológica de la TI.
La informática verde no significa volver a la época anterior a la revolución digital. Es fundamental que los ciudadanos ordinarios y los sectores público y privado continúen explotando las oportunidades ofrecidas por la TI. Aunque el aumento del uso de los productos de TI tiene consecuencias medioambientales negativas, las posibilidades de efectos positivos son muy superiores. TI es la clave de desarrollo de soluciones inteligentes que reducen el consumo de energía en hogares y en la producción de bienes y servicios; lo que contribuye de forma activa a la limitación de las emisiones totales de CO2.
La TI tiene el potencial de reducir el consumo de energía y optimizar la utilización de recursos. Los equipos de TI modernos permiten celebrar reuniones virtuales, por lo que no es necesario volar ni desplazarse de ninguna otra forma. De igual manera, las oficinas en el hogar permiten trabajar en casa, lo que ahorra en transporte. Otro ejemplo de soluciones de TI innovadoras es el control automatizado de consumo de energía, que puede ayudar a ahorrar energía en los hogares y las oficinas del futuro. En este respecto, es fundamental invertir en la investigación de informática verde.

## Recomendaciones
La eficiencia energética y la reducción en el consumo de energía son un tema muy importante en green computing, especialmente en los centros de datos, puesto que son éstos los más grandes consumidores de energía eléctrica. Estas acciones tan simples como apagar equipos que no se estén ocupando, contar con un sistema eficiente de enfriamiento, adquirir equipos de cómputo que tengan procesadores ahorradores de energía, la utilización eficiente de energía que alimenta el centro de datos e incluso el uso de energías alternativas como las celdas solares, son algunas de las medidas que se pueden utilizar para disminuir el consumo energético.
En México, existe una verdadera preocupación por la cuestión ambiental y esto puede verse en la iniciativa de diversas dependencias del gobierno como SEMARNAT, PROFEPA, INE, o como CONAE que apoya a las empresas mexicanas en la reducción de emisiones de CO2, pero enfocándose en procesos industriales, en mejora de maquinaria, en las instalaciones de calderas, entre otros, y no se ha enfocado en realizar un estudio específico de cómo el consumo de energía puede ser reducido significativamente en el área de las TI.
Uno de los aspectos más importantes en green computing es el diseño de los centros de datos, ya que por sí mismos pueden estar lo suficientemente bien diseñados para ser más ecológicos además de considerar que alojen tecnologías verdes las cuales permiten ocupar menos espacio y por lo tanto reducir los recursos empleados. Otra recomendación es ubicar adecuadamente el centro de datos para hacer un mejor aprovechamiento de los recursos naturales.
Para las empresas que comienzan con su infraestructura de TI se les recomienda utilizar tecnologías verdes y aquellas que ya cuentan con infraestructura tecnológica deberán considerar adoptarlas para contribuir a un mejor medio ambiente y al mismo tiempo reducir costos.